# Philoliche macquartiana
Philoliche macquartiana är en tvåvingeart som beskrevs av Chvala 1969. Philoliche macquartiana ingår i släktet Philoliche och familjen bromsar. Inga underarter finns listade i Catalogue of Life.